# Fernando Gomes (portugalski piłkarz)
Fernando Gomes, właśc. Fernando Mendes Soares Gomes (ur. 22 listopada 1956 w Porto, zm. 26 listopada 2022) – portugalski piłkarz występujący na pozycji napastnika.

## Kariera klubowa
Fernando Gomes zawodową karierę rozpoczynał w wieku 18 lat w FC Porto. W ekipie „Smoków” od razu udało mu się wywalczyć miejsce w pierwszym składzie. W debiutanckim sezonie w 24 meczach strzelił 14 bramek i wraz z drużyną zdobył wicemistrzostwo kraju. Pierwsze sukcesy Portugalczyka – zdobycie Pucharu Portugalii oraz wywalczenie korony króla strzelców przypadły na sezon 1976/1977. Najwięcej goli w ekstraklasie Gomes zdobywał także w dwóch kolejnych sezonach. W rozgrywkach 1977/1978 po raz pierwszy w karierze sięgnął po mistrzostwo kraju. Po sześciu sezonach spędzonych w Portugalii Gomes postanowił spróbować swoich sił poza granicami swojego kraju. Ostatecznie w 1980 roku trafił do hiszpańskiego drugoligowca – Sportingu Gijón. W rozgrywkach 1980/1981 zanotował tylko cztery występy, jednak w kolejnym sezonie był już najskuteczniejszym strzelcem zespołu. Latem 1982 roku Gomes zdecydował się jednak powrócić do FC Porto. Na Estádio das Antas portugalski snajper znów prezentował dobrą formę. W sezonach 1982/1983, 1983/1984 i 1984/1985 ponownie zdobywał koronę króla strzelców. Razem z Porto znów odnosił wiele sukcesów w krajowych rozgrywkach – zdobywał mistrzostwa, puchary i superpuchary Portugalii. W rozgrywkach 1986/1987 Gomes wraz z drużyną sięgnął po Puchar Europy, Superpuchar Europy oraz Puchar Interkontynentalny. W FC Porto Gomes spędził łącznie trzynaście lat swojej kariery. W ich trakcie wystąpił w 342 pojedynkach i zdobył 288 bramek. Poprowadził klub do wielu sukcesów, dzięki czemu został jedną z największych legend zespołu W 1989 roku Portugalczyk podpisał kontrakt ze Sportingiem CP. W nowej drużynie grał przez dwa sezony, rozegrał 63 mecze i strzelił 30 goli. Po zakończeniu sezonu 1990/1991 Gomes postanowił zakończyć karierę.

## Kariera reprezentacyjna
W reprezentacji swojego kraju Gomes zadebiutował 9 marca 1975 roku. W 1984 roku znalazł się w kadrze drużyny narodowej na mistrzostwa Europy. Portugalczycy na turnieju tym odpadli w półfinale, kiedy to przegrali po dogrywce z późniejszymi zwycięzcami Euro – Francuzami. W 1986 roku „Selecção das Quinas” po przerwie trwającej 20 lat wystąpili na mistrzostwach świata. Selekcjoner kadry – José Augusto Torres zdecydował się powołać Gomesa do 22-osobowego zespołu. Na meksykańskich boiskach Portugalczycy zajęli jednak ostatnie miejsce w swojej grupie i zostali wyeliminowani z turnieju. Gomes był podstawowym zawodnikiem reprezentacji i wystąpił we wszystkich trzech pojedynkach. Łącznie w barwach drużyny narodowej wystąpił w 48 meczach i strzelił 13 bramek. Ostatnie spotkanie w drużynie narodowej rozegrał 16 listopada 1988 roku przeciwko Luksemburgowi w ramach eliminacji do mistrzostw świata 1990. W pojedynku tym Gomes zdobył jedynego gola.

## Sukcesy

### Drużynowe
- Mistrzostwo Portugalii: 5
  - 1977/78, 1978/79, 1984/85, 1985/86, 1987/88
- Puchar Portugalii: 3
  - 1976/77, 1983/84, 1987/88
- Superpuchar Portugalii: 3
  - 1982/83, 1983/84, 1985/86
- Puchar Europy: 1
  - 1986/87
- Superpuchar Europy: 1
  - 1986/87
- Puchar Interkontynentalny: 1
  - 1987

### Indywidualne
- Król strzelców ligi portugalskiej: 6
  - 1976/77, 1977/78, 1978/79, 1982/83, 1983/84, 1984/85
- Najlepszy portugalski piłkarz: 1
  - 1983
- Laureat Złotego Buta: 2
  - 1982/83, 1984/85